# Dragan Skočić
Dragan Skočić (Rijeka, Yugoslavia, 3 de septiembre de 1968) es un exjugador y entrenador de fútbol croata. Actualmente dirige al Tractor de la Iran Pro League.

## Carrera como jugador
Skočić jugó en Croacia para Rijeka y NK Novalja, en España para la Las Palmas y Compostela, y en los Emiratos Árabes Unidos para Al-Ittihad Kalba. Fue el primer jugador de la liga croata de fútbol que viajó al extranjero para jugar profesionalmente.

## Carrera como entrenador

### Inicios
Después de su carrera como jugador, Skočić completó la Academia de Fútbol en la Academia Croata de Fútbol y el Departamento de Educación y Entrenamiento de Entrenadores en la Facultad de Kinesiología de Zagreb, recibiendo un Diploma de Entrenador UEFA-PRO y Licenciatura Profesional en la Profesión de Entrenador.

### Rijeka
Se convirtió en entrenador del club de su ciudad natal, Rijeka, en 2005. Skočić aseguró un trofeo para el club, ganando la Copa de Croacia en la temporada 2005-06.

### Interblock Ljubljana

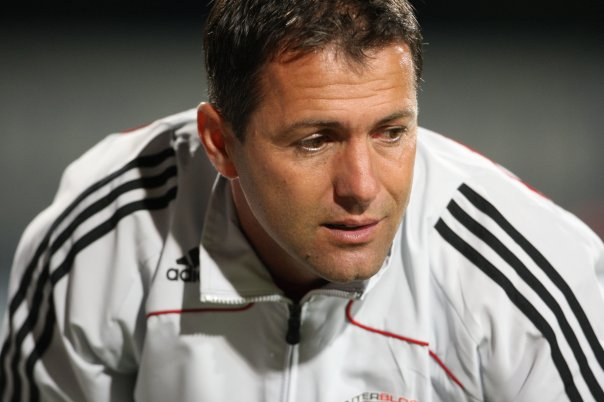
Skočić con Interblock

En 2007, se convirtió en el entrenador del club esloveno Interblock Ljubljana, mientras que el club se encontraba en una situación difícil en la escala de la liga. Solo dos años después de la fundación del club y bajo la dirección de Skočić, el club logró resultados sobresalientes en la Slovenian PrvaLiga. No solo lograron permanecer en la liga, sino que también ganaron dos trofeos en la temporada de 2007–08, la Copa de Eslovenia y una Supercopa.

### Al Arabi
Skočić se tomó un año sabático como entrenador después de su paso por Interblock, y en la temporada 2009-10, asumió la dirección del club Al-Arabi en Kuwait. Bajo su liderazgo como entrenador en jefe, el club jugó en dos finales, la Copa del Príncipe Heredero y la Copa Federación. También con Skočić, Al-Arabi jugó en los cuartos de final de la Copa AFC.

### Al-Nassr
Después de Kuwait, en la temporada de la 2010-11, el croata fue contratado por el Al-Nassr de Riad, Arabia Saudita, uno de los clubes de fútbol más destacados del mundo árabe. Con Skočić, el club se clasificó para la tercera ronda de la Liga de Campeones de la AFC, después de haber jugado una exitosa temporada de competiciones dentro del grupo. El 25 de mayo de 2011, fue despedido después de una decepcionante derrota por 1-4 ante los finalistas de la Liga de Campeones de la AFC 2010 Zob Ahan, y fue reemplazado por el portugués Eurico Gomes.

### Regreso a Rijeka
En marzo de 2012, Skočić volvió a hacerse cargo de la dirección del club de su ciudad natal, Rijeka, reemplazando a Ivo Ištuk como entrenador , y se convirtió en el tercer entrenador en hacerse cargo del club en la temporada 2011-12. Skočić heredó un equipo defensivamente frágil que estaba a 2 puntos del descenso. Tras una derrota por 2-0 ante el Cibalia, el club cayó al puesto N°12 de la liga. Después de solo 43 días a cargo, Skočić fue relevado de su cargo, luego de una serie de malos resultados, y fue reemplazado por su asistente, Mladen Ivancić.

### Malavan
El 26 de mayo de 2013, Skočić fue anunciado como entrenador en jefe de Malavan para la Iran Pro League. Firmó un contrato de dos años con el club. Llevó al club al séptimo lugar, su mejor resultado en la liga desde 2005.

### Foolad

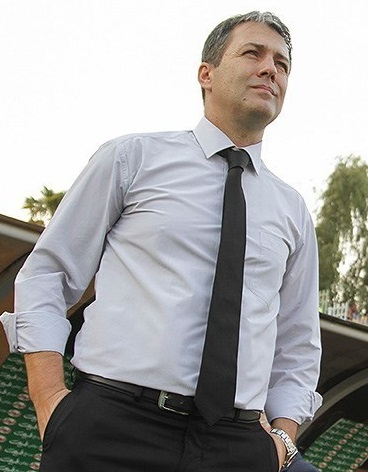
Skočić con Foolad en 2014

El 23 de mayo de 2014, Skočić fue nombrado nuevo entrenador de Foolad, campeones de la Iran Pro League en un contrato de un año, reemplazando a Hossein Faraki quien renunció al día siguiente. En mayo de 2015, Skočić recibió el premio al entrenador del mes y firmó una extensión de contrato por dos años para mantenerlo en el club hasta julio de 2017. En noviembre de 2015, después de malos resultados con el club, Skočić fue vinculado con el puesto vacante de entrenador en jefe en el Sepahan pero el trabajo se fue a su compatriota, Igor Štimac. Después de una transferencia fallida a Sepahan, permaneció como entrenador de Foolad según lo estipulado en su contrato.

### Khooneh be Khooneh
El 16 de enero de 2018 se convirtió en entrenador del Khooneh Be Khooneh reemplazando a Javad Nekounam. Pronto tuvo una racha positiva al obtener 13 puntos en sus primeros 5 juegos y también llevó al equipo de segundo nivel a la final de la Copa Hazfi.

### Sanat Naft
En julio de 2019, se convirtió en entrenador del Sanat Naft Abadan FC.

### Selección de Irán
El 6 de febrero de 2020, Skočić fue nombrado entrenador de la selección de Irán. Logró llevar a Irán al Mundial 2022 como ganador del Grupo A al anotar 25 puntos en 10 partidos en la tercera ronda de la Clasificación para la Copa del Mundo y establece la mejor actuación de los iraníes en la clasificación para la Copa del Mundo.
Fue reemplazado como entrenador de la selección iraní el 7 de septiembre de 2022.

### Selección sub-21 de Croacia
El 14 de abril de 2023, fue oficializado como entrenador de la selección sub-21 de Croacia.En julio de 2024, fue reemplazado en su cargo por Ivica Olić.

### Tractor
El 9 de julio de 2024, asumió al frente del Tractor.

## Clubes

### Como jugador
| Club             | País                   | Año       |
| ---------------- | ---------------------- | --------- |
| Rijeka           | Yugoslavia             | 1987-1991 |
| UD Las Palmas    | España                 | 1991-1993 |
| SD Compostela    | España                 | 1993-1996 |
| Rijeka           | Croacia                | 1996      |
| NK Novalja       | Croacia                | 2001-2004 |
| Al-Ittihad Kalba | Emiratos Árabes Unidos | 2004      |

### Como entrenador
| Club                        | País           | Año           |
| --------------------------- | -------------- | ------------- |
| Rijeka                      | Croacia        | 2005-2006     |
| Interblock Ljubljana        | Eslovenia      | 2007-2008     |
| Al-Arabi                    | Kuwait         | 2009-2010     |
| Al-Nassr                    | Arabia Saudita | 2011          |
| Malavan                     | Irán           | 2013-2014     |
| Foolad                      | Irán           | 2014-2016     |
| Khooneh Be Khooneh          | Irán           | 2018          |
| Sanat Naft                  | Irán           | 2019-2020     |
| Selección de Irán           | Irán           | 2020-2022     |
| Selección sub-21 de Croacia | Croacia        | 2023-2024     |
| Tractor                     | Irán           | 2024-presente |

## Palmarés

### Como jugador

#### Campeonatos nacionales
| Título                       | Club          | País   | Año     |
| ---------------------------- | ------------- | ------ | ------- |
| Segunda División B de España | UD Las Palmas | España | 1992-93 |

### Como entrenador

#### Campeonatos nacionales
| Título                 | Club                 | País      | Año     |
| ---------------------- | -------------------- | --------- | ------- |
| Copa de Croacia        | Rijeka               | Croacia   | 2005-06 |
| Copa de Eslovenia      | Interblock Ljubljana | Eslovenia | 2007-08 |
| Supercopa de Eslovenia | Interblock Ljubljana | Eslovenia | 2008    |